# Laraaji
 (novembre 2017).
Si vous disposez d'ouvrages ou d'articles de référence ou si vous connaissez des sites web de qualité traitant du thème abordé ici, merci de compléter l'article en donnant les références utiles à sa vérifiabilité et en les liant à la section « Notes et références ».
Laraaji, né Edward Larry Gordon en 1943, est un multi-instrumentiste américain originaire de Philadelphie et résident à Harlem. 
Il s'est spécialisé dans le piano et la cithare. Il joue du New Age et de l'ambient, et a été désigné comme un pionnier dans ces genres.

## Biographie
Il a commencé la musique dans les années 1950 en étudiant la tonette à l'école primaire, puis le violon et le piano. Il a ensuite étudié la musique à l'université puis est parti pour New York. En arrivant à New York, il fait également du stand-up. Il s'inspire principalement de la méditation. En 1978, il exécute une performance artistique à Washington Square et se fait remarquer par Brian Eno qui lui propose d'enregistrer l'album Ambient 3: Day of Radiance.
Le 30 septembre 2020, Laraaji participe à l'enregistrement de Weavings, une composition collective de Nicolas Jaar, créée pour l'ouverture du Unsound festival à Cracovie.